# 陈虻
陈虻（1961年8月30日—2008年12月24日），原名陈小兵，中國大陸著名电视人，曾任中国中央电视台新闻中心评论部副主任。2008年因胃癌医治无效逝世。

## 生平
1983年哈尔滨工业大学光学工程专业毕业，毕业时被分到中华人民共和国航天工业部团委。
1985年进入中国中央电视台，先后在《人物树林》、《观察与思考》栏目做记者。
1993年7月加盟《东方时空》，出任《生活空间》制片人，提出广告语“讲述老百姓自己的故事”。
1996年获全国十佳制片人。
1997年组织召开了北京国际纪录片学术会议。
2001年1月，担任中国中央电视台新闻中心评论部副主任，主管《实话实说》、《新闻调查》。
2001年10月主管《东方时空》并兼任总制片人。
2008年12月24日0时21分，因胃癌去世，享年47岁。

## 外部連結
- 《不要因为走得太远而忘记为什么出发——陈虻，我们听你讲 （页面存档备份，存于）》徐泓编著 ISBN 9787300168098(平)ISBN 9787300196541(精)